# 莫有雪
莫 有雪（ばく ゆうせつ、Mo Youxue、1996年2月10日 - ）は中国・広西チワン族自治区柳州市出身の陸上競技選手。専門は短距離走。100mで10秒35の自己ベストを持つ、2015年北京世界選手権男子4×100mリレーの銀メダリストである。2013年には世界ユース選手権男子100mで優勝し、この種目では男女通じて東アジア勢初の金メダリストとなった。

## 経歴
2013年7月、ドネツィクで開催された世界ユース選手権に出場すると、男子100m決勝で今季ユース世界最高記録となる10秒35（-0.4）をマーク。イギリスのOjie Edoburunに同タイム着差あり（0.002差）で競り勝ち、この種目では男女通じて中国勢初のメダルとなる金メダルを獲得した。また、この種目におけるアジア勢のメダル獲得は、2011年リール大会で銀メダルを獲得した大瀬戸一馬（日本男子）以来4人目、金メダル獲得は2003年シェルブルック大会のヤヒヤ・アル＝ガエス（サウジアラビア男子）以来2人目の快挙だった。
2015年8月、地元中国の北京で開催された世界選手権の男子4×100mリレーに出場すると、予選と決勝で1走（莫、謝震業、蘇炳添、張培萌）を務めた。予選では37秒97のアジア記録を樹立しての決勝進出に貢献すると、決勝でも38秒01の好タイムをマークしての3位に貢献したが、2位でゴールしたアメリカがオーバーゾーンで失格となり、中国は銀メダル獲得となった。これはオリンピックも含めたリレー種目で中国勢が獲得した初のメダルであり、世界選手権のリレー種目でアジア勢が獲得した初のメダルでもあった。

## 自己ベスト
記録欄の（　）内の数字は風速（m/s）で、+は追い風、-は向かい風を意味する。
| 種目 | 記録          | 年月日         | 場所         | 備考           |
| 屋外 | 屋外          | 屋外           | 屋外         | 屋外           |
| ---- | ------------- | -------------- | ------------ | -------------- |
| 100m | 10秒35 (-0.4) | 2013年7月11日  | ドネツク     |                |
| 100m | 10秒22 (+5.1) | 2017年4月15日  | クレアモント | 追い風参考記録 |
| 200m | 20秒96 (+0.7) | 2015年10月26日 | 福州         |                |
| 200m | 20秒76 (+2.1) | 2015年7月12日  | 札幌         | 追い風参考記録 |
| 室内 |               |                |              |                |
| 60m  | 6秒64         | 2016年3月3日   | 南京         |                |

## 主要大会成績
備考欄の記録は当時のもの
| 年   | 大会                  | 場所       | 種目      | 結果   | 記録            | 備考                              |
| ---- | --------------------- | ---------- | --------- | ------ | --------------- | --------------------------------- |
| 2013 | 世界ユース選手権      | ドネツク   | 100m      | 優勝   | 10秒35 (-0.4)   | 自己ベスト 今季ユース世界最高記録 |
| 2013 | 世界ユース選手権      | ドネツク   | 200m      | 7位    | 21秒42 (-1.0)   |                                   |
| 2013 | 世界ユース選手権      | ドネツク   | メドレーR | 予選   | 1分57秒80 (1走) |                                   |
| 2014 | アジア室内選手権 (en) | 杭州       | 60m       | 6位    | 6秒77           |                                   |
| 2014 | 世界リレー (en)       | ナッソー   | 4x100mR   | B決勝  | 38秒83 (4走)    |                                   |
| 2014 | 世界リレー (en)       | ナッソー   | 4x200mR   | 7位    | 1分25秒83 (4走) | 予選1分23秒75：中国記録           |
| 2014 | 世界ジュニア選手権    | ユージーン | 100m      | 準決勝 | 10秒47 (-0.3)   |                                   |
| 2014 | 世界ジュニア選手権    | ユージーン | 4x100mR   | 4位    | 39秒51 (1走)    | ジュニア中国記録                  |
| 2014 | アジア大会            | 仁川       | 4x100mR   | 予選   | 39秒07 (1走)    | 決勝進出                          |
| 2015 | 世界リレー (en)       | ナッソー   | 4x100mR   | 予選   | 57秒98 (4走)    |                                   |
| 2015 | 世界リレー (en)       | ナッソー   | 4x200mR   | 予選   | DQ (2走)        | オーバーゾーン                    |
| 2015 | アジア選手権          | 武漢       | 4x100mR   | 優勝   | 39秒04 (2走)    |                                   |
| 2015 | 世界選手権            | 北京       | 4x100mR   | 2位    | 38秒01 (1走)    | 予選37秒92：アジア記録            |
| 2017 | 世界リレー (en)       | ナッソー   | 4x100mR   | 予選   | 38秒97 (1走)    | 決勝進出                          |
| 2017 | 世界リレー (en)       | ナッソー   | 4x200mR   | 6位    | 1分22秒91 (2走) | 中国記録                          |